# 三昧塚古墳 (行方市)
三昧塚古墳（さんまいづかこふん）は、茨城県行方市沖洲にある古墳。形状は前方後円墳。沖洲古墳群を構成する古墳の1つ。行方市指定史跡に指定され、出土品は国の重要文化財に指定されている。

## 概要
茨城県中部、霞ヶ浦北部の鎌田川流域の沖積低地上に築造された古墳である。一帯では勅使塚古墳・権現山古墳・大日塚古墳などとともに沖洲古墳群を形成する（他の古墳はいずれも洪積台地（行方台地）上に所在）。本古墳は1955年（昭和30年）の土取り工事で大きく削平を受け、その時の緊急発掘調査で主体部・副葬品が明らかとされたほか、1994・1999年度（平成6・11年度）に墳丘調査が実施されている。
墳形は前方後円形で、前方部を北西方向に向ける。墳丘は基壇の上に構築され、後円部は2段築成であるが、前方部は段築不明。墳丘外表では円筒埴輪列のほか形象埴輪（人物埴輪・鹿形・牛形・犬形埴輪）が認められる。また墳丘周囲には周堀（形態不明）が巡らされる。埋葬施設は組合式箱式石棺で、後円部墳頂下に構築される。この石棺内からは、人骨のほか金銅製冠をはじめとする多数の副葬品が出土している。また石棺付近には木製の収納施設があり、こちらからも武具・馬具類が出土している。築造時期は古墳時代中期の5世紀中葉-後半頃と推定される。被葬者は明らかでないが、霞ヶ浦を地理的環境を利用して治めた有力首長と想定される。
古墳域は1990年（平成2年）に行方市指定史跡に指定され、出土品は2018年（平成30年）に国の重要文化財に指定された。現在は墳丘復元を伴う史跡整備のうえで三昧塚古墳農村公園として公開されている。

## 遺跡歴
- 1955年（昭和30年）、築堤工事に伴う土取り、緊急発掘調査。副葬品多数の出土（第1次調査、後藤守一・斎藤忠・大塚初重ら、1960年に報告書刊行）[2][3]。
- 1990年（平成2年）8月23日、旧玉造町指定史跡（現在の行方市指定史跡）に指定[3][7]。
- 1994年度（平成6年度）、第2次調査（旧玉造町教育委員会・明治大学、1995年に報告書刊行）[3]。
- 1999年度（平成11年度）、第3次調査（旧玉造町遺跡調査会・明治大学、2001年に報告書刊行）[3]。
- 2004年（平成16年）1月8日、出土遺物が茨城県指定有形文化財に指定[8][9]。
- 2018年（平成30年）10月31日、出土品が国の重要文化財に指定[10]。
- 2024年（令和6年）8月27日、国の重要文化財の員数訂正および追加指定。

## 墳丘

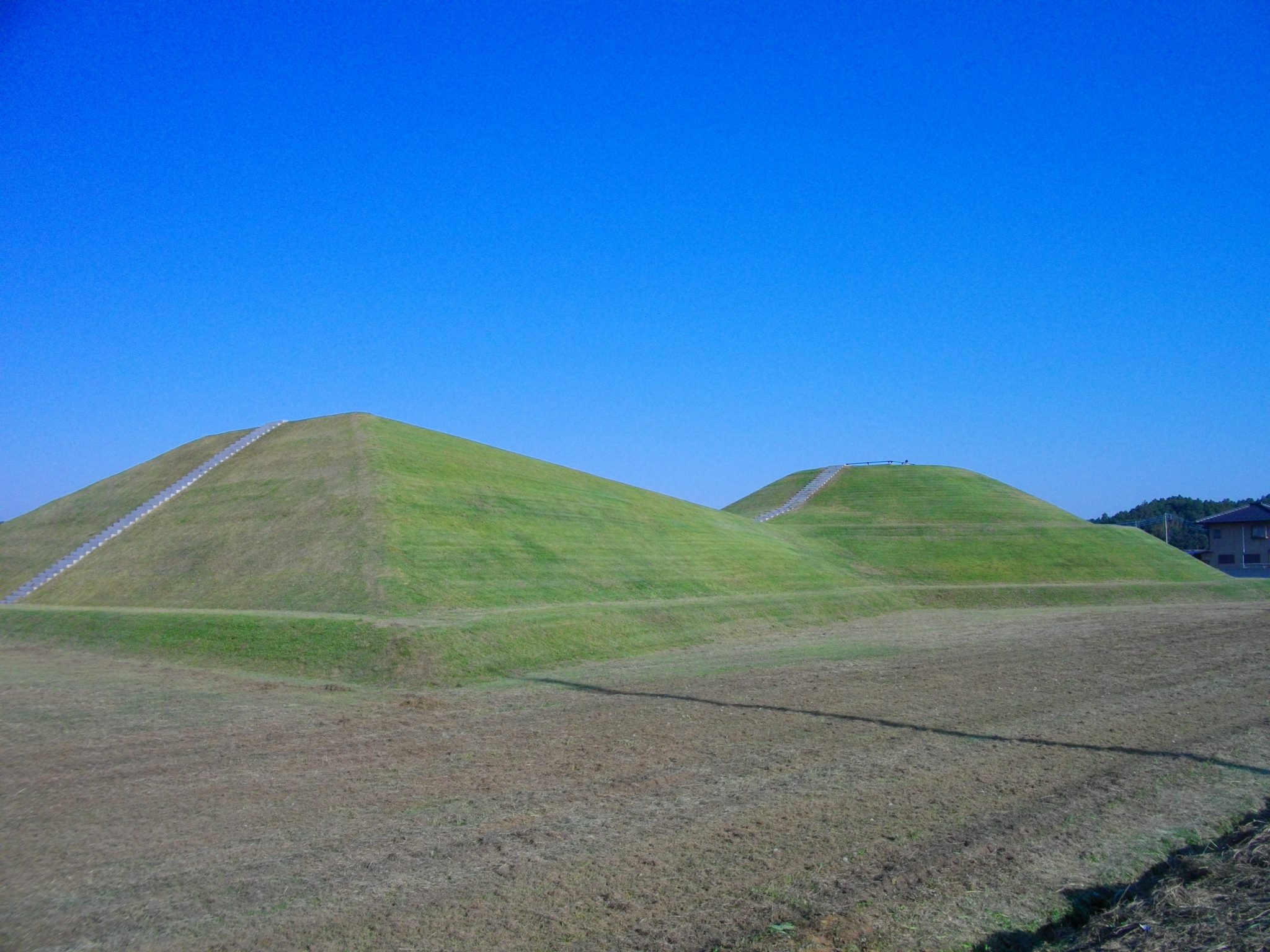
墳丘北西から望む。左に前方部、右奥に後円部。

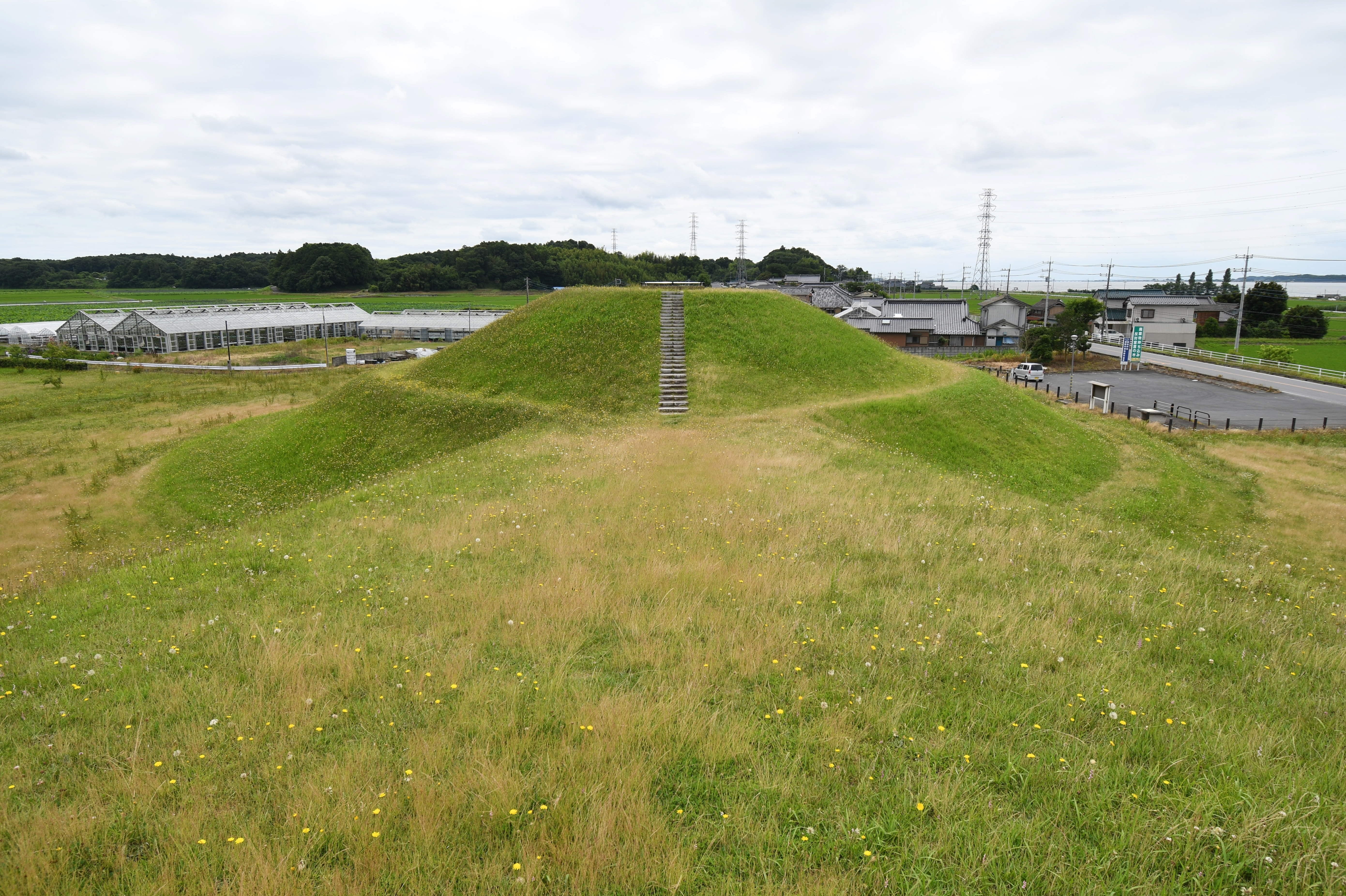
前方部から後円部を望む
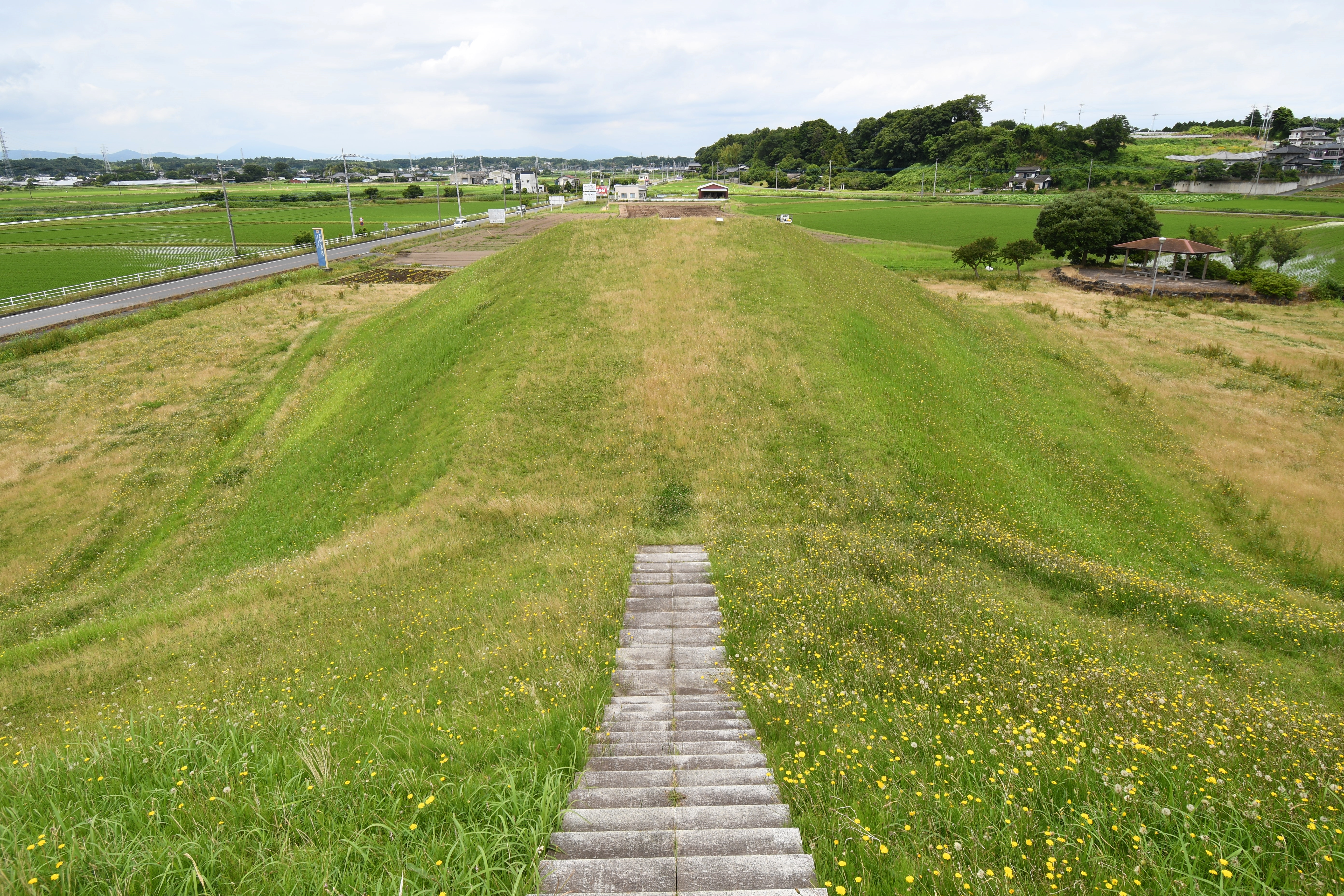
後円部から前方部を望む

墳丘の規模は次の通り。
- 墳丘長：82.1メートル（基段を含めると87.3メートル）
- 後円部
  - 直径：46.5メートル（基段を含めると52.1メートル）
  - 高さ：8メートル[6]
- くびれ部
  - 幅：21.6メートル（基段を含めると23.4メートル）
- 前方部
  - 幅：推定37.2メートル（基段を含めると推定40.9メートル）
  - 高さ：6メートル[6]

墳丘長に関してはかつて85メートルという数字が知られたが、1999年度（平成11年度）までの墳裾発掘調査を踏まえて上記の値に修正される。
- 前方部から後円部を望む
- 後円部から前方部を望む

## 埋葬施設

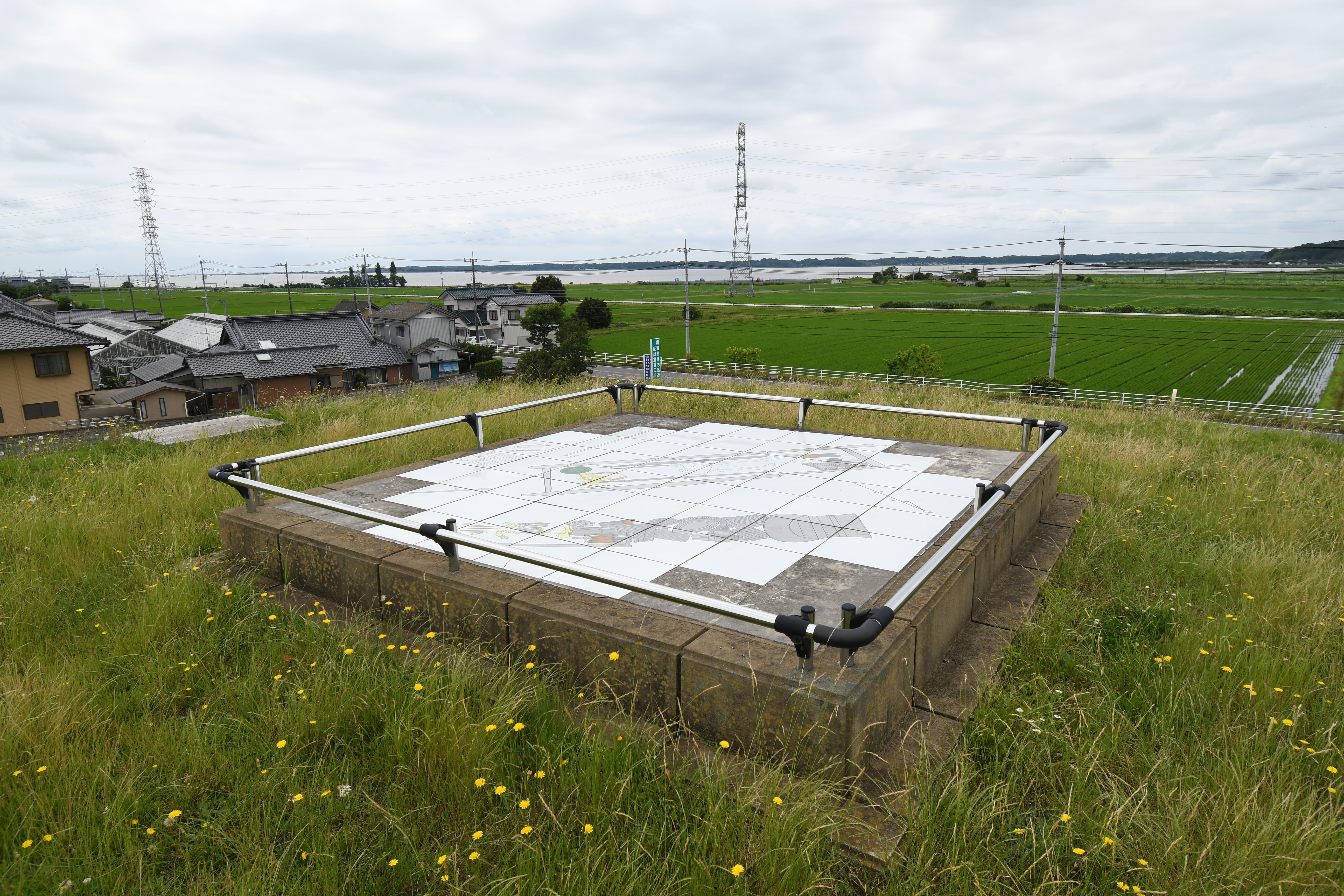
後円部墳頂背景に霞ヶ浦を望む。

埋葬施設としては組合式箱式石棺が構築されており、後円部中央の墳頂下2.7メートル（築造当初は墳頂下約3メートル）において、東西方向（頭位は東）に据えられる。この石棺は棺蓋1枚・左右側壁各2枚・前後両小口板各1枚・底石2枚の変質粘板岩計9枚を組み合わせたもので、長持形石棺の流れをくむものとされる。棺蓋は長さ2.3メートル・幅0.80メートル・厚さ0.10メートルを測り、各長辺には縄掛突起を付す。この石棺の蓋石には鉄製戟が置かれ、石棺内からは伸展葬の人骨とともに多数の副葬品が検出されている（後述）。
また石棺の北方約50センチメートルには、副葬品埋納用の別の木製施設（木箱または木板状施設）が認められ、この施設からも多数の副葬品が検出されている。

## 出土品

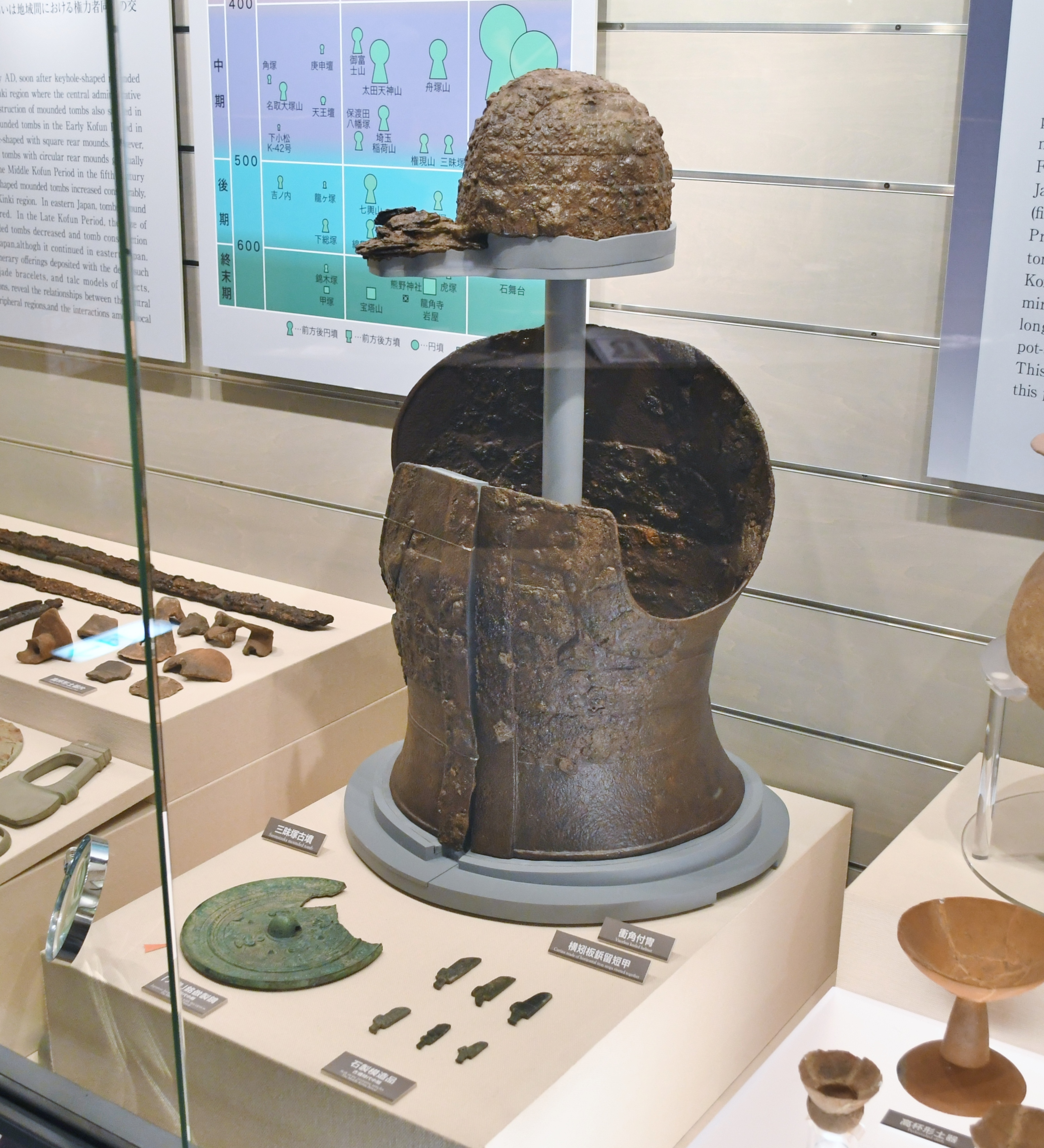
出土品明治大学博物館展示（他画像も同様）。

石棺・収納施設からの主な出土品は次の通り。

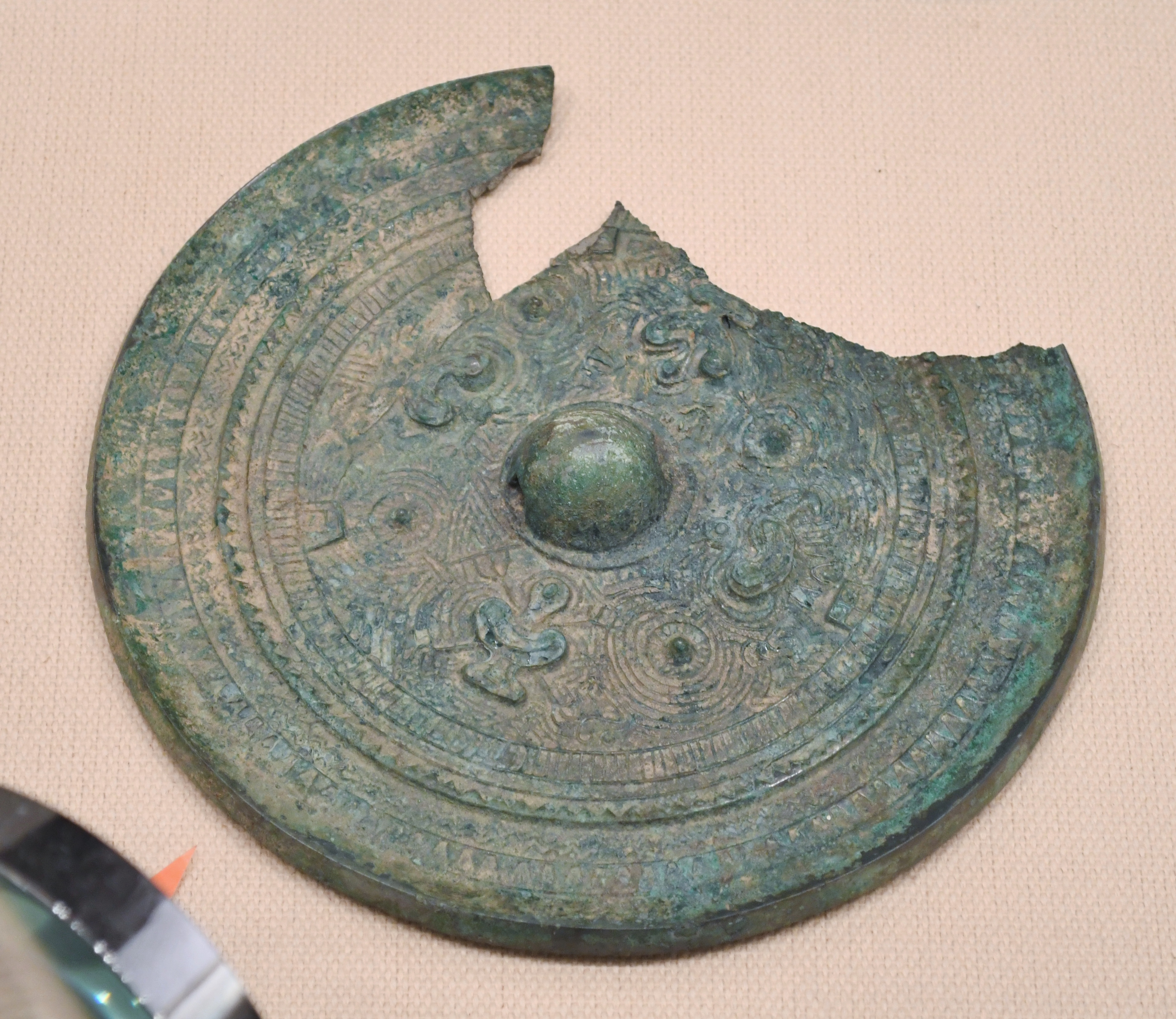
「火竟」銘仿製鏡
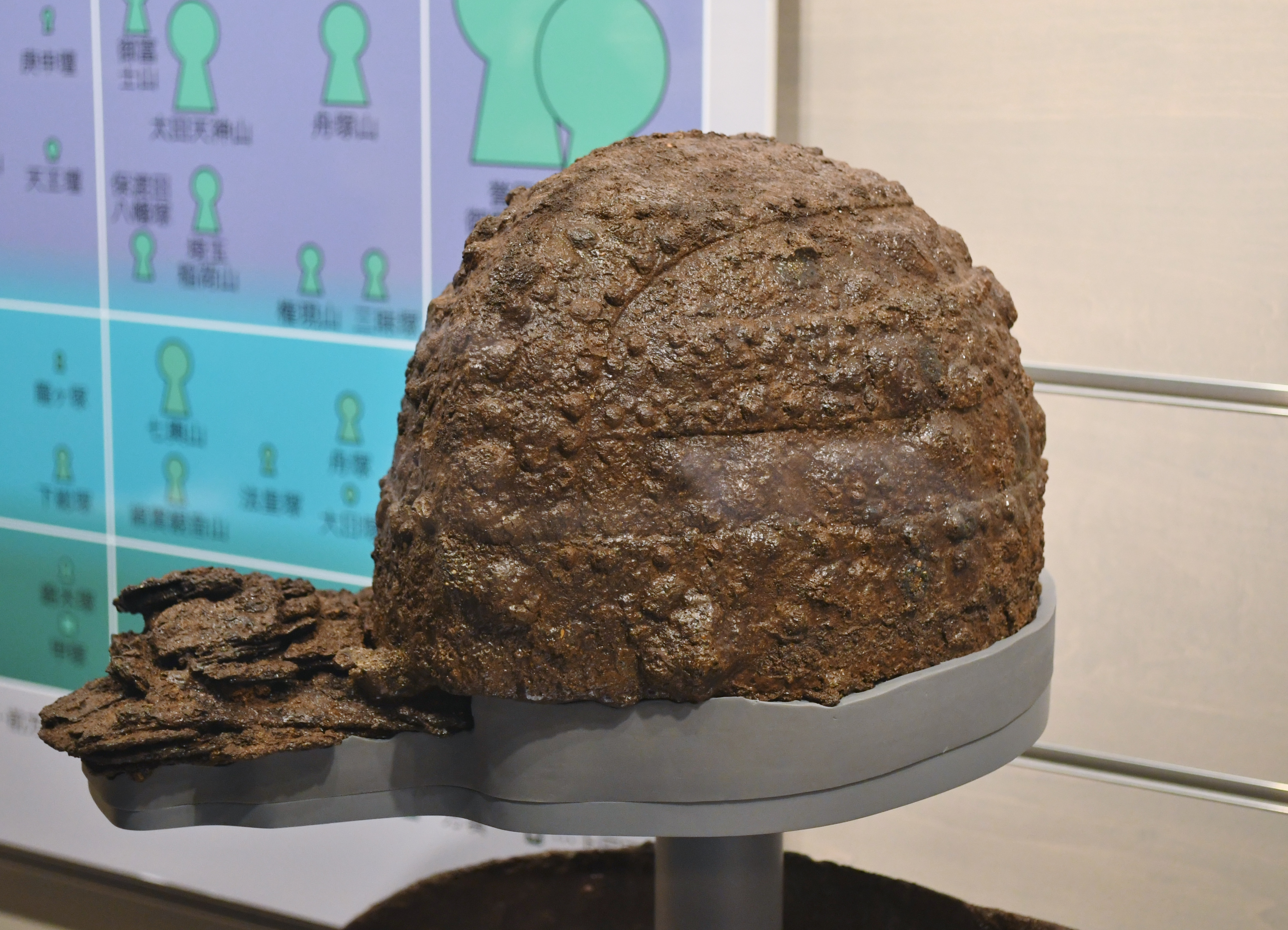
衝角付冑
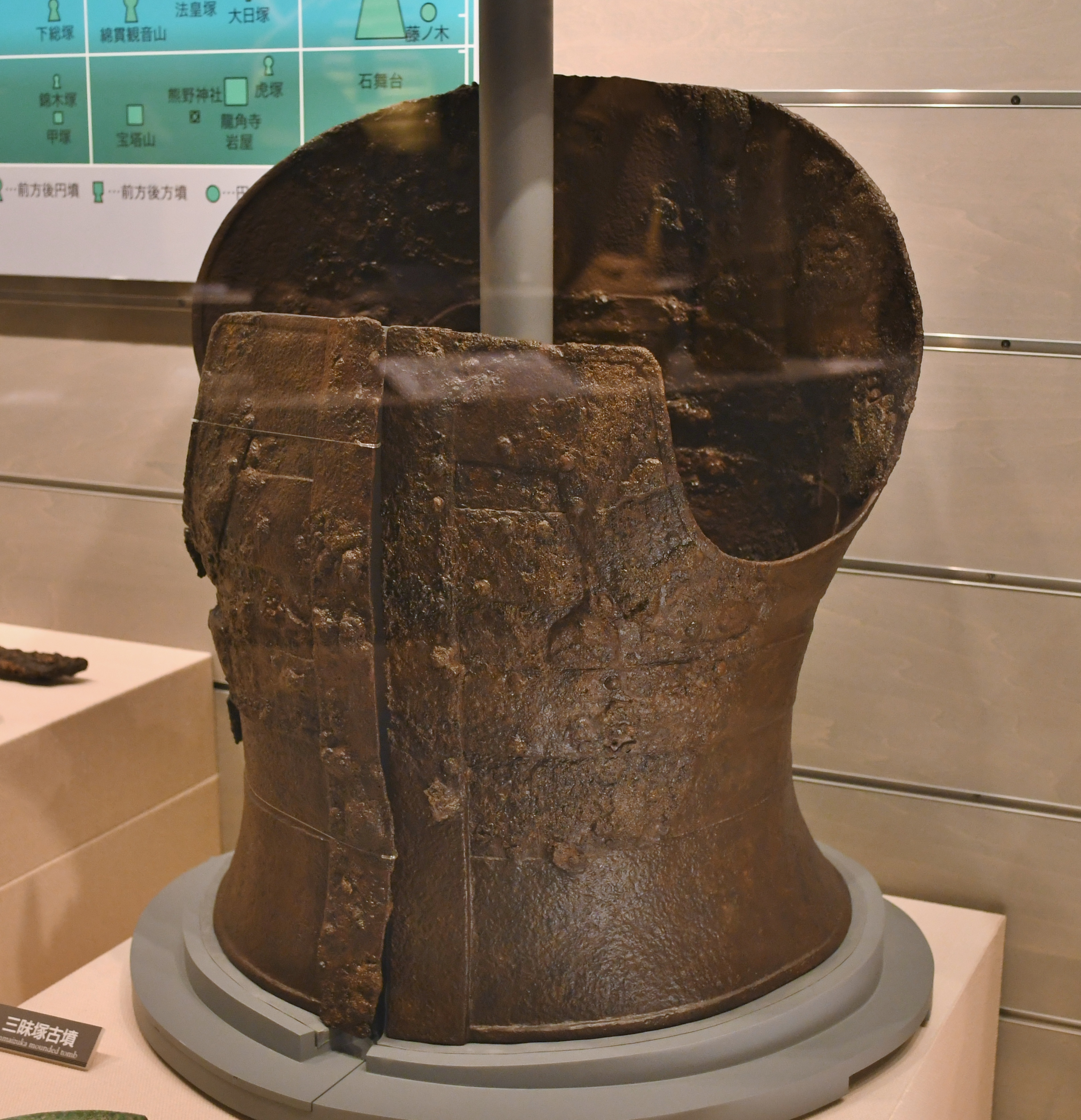
鋲留短甲
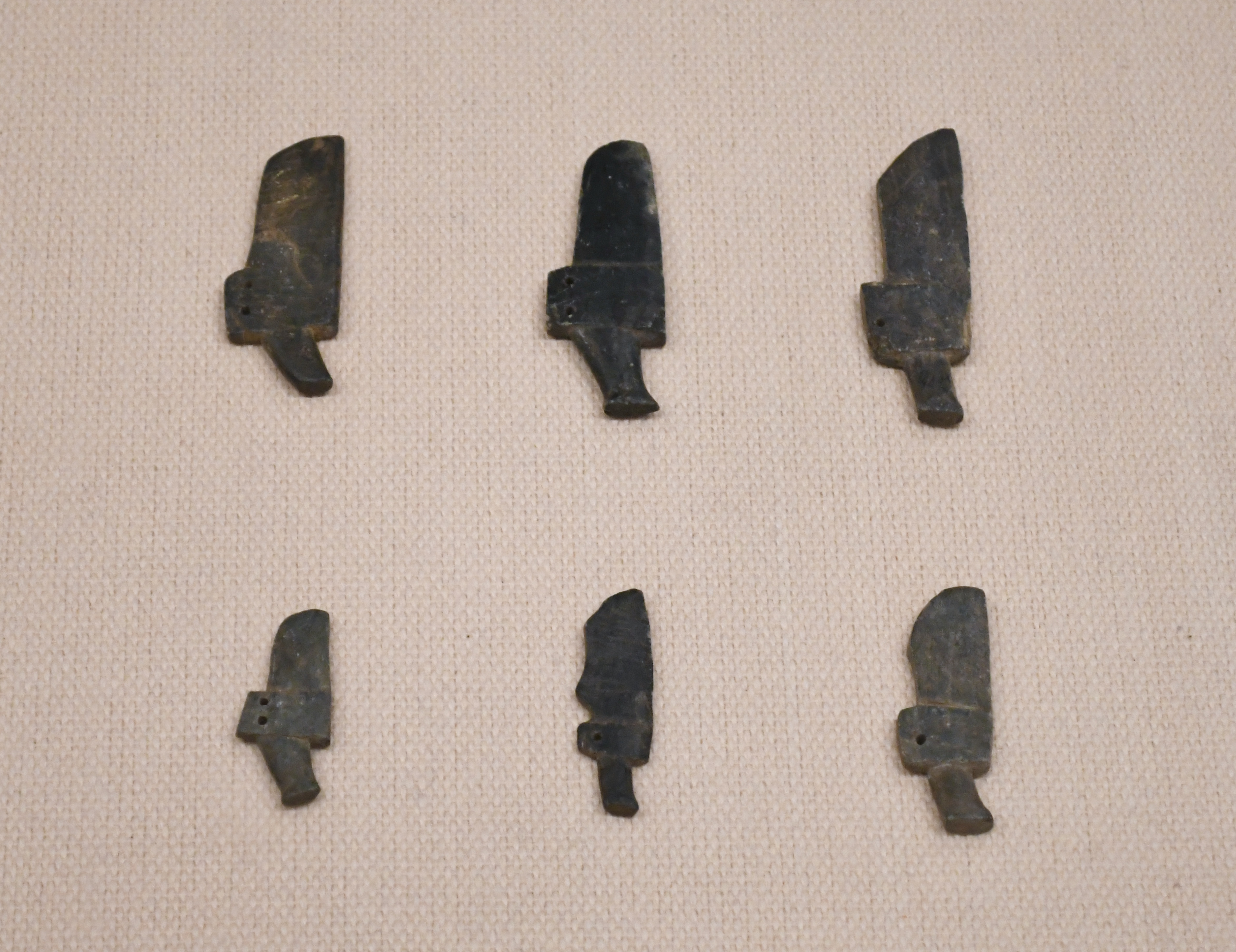
石製模造品

- 石棺出土
  - 金銅製透彫冠 1
  - 金銅製垂飾付耳飾 1対
  - 変形四神四獣鏡 1
  - 乳文鏡 1
  - 青銅製飾金具
  - 金銅製半球形飾金具
  - 櫛 1
  - 碧玉製管玉
  - ガラス製丸玉
  - 小玉
  - 鉄刀 2
  - 鉄剣 1
  - 鉄鏃
  - 挂甲
  - 鉄製戟 1 - 石棺蓋上に置かれる。
- 収納施設出土
  - 鉄刀 1
  - 鉄鏃
  - 刀子
  - 砥石
  - 鉄製横矧板鋲留短甲 1
  - 挂甲・付属具一式
  - 衝角付冑 1
  - 鉄地金銅張f字形鏡板付轡 1
  - 鉄地金銅製面繋飾金具

- 「火竟」銘仿製鏡
- 衝角付冑
- 鋲留短甲
- 石製模造品

## 文化財

### 重要文化財（国指定）
- 茨城県三昧塚古墳出土品 一括（考古資料） - 明細は以下。所有者は茨城県。茨城県立歴史館・明治大学博物館保管。2018年（平成30年）10月31日指定[10][11]、2024年（令和6年）8月27日に員数訂正および鉄製品残欠一括・埴輪残欠9点を追加指定[12]。
  - 金銅馬形飾付透彫冠 1点
  - 金属製品 一括
  - 砥石 1点
  - 玉 7点
  - 竪櫛残欠 1点
  - 石棺 1組
  - 附 鉄製品残欠 一括
  - 附 ガラス小玉残欠 一括
  - 附 埴輪残欠 31点

### 行方市指定文化財
- 史跡
  - 三昧塚古墳 - 1990年（平成2年）8月23日指定[7]。

## 関連施設
- 茨城県立歴史館（水戸市緑町） - 三昧塚古墳の出土品を保管・展示。
- 明治大学博物館（東京都千代田区） - 三昧塚古墳の出土品を保管・展示。

## 関連文献
（記事執筆に使用していない関連文献）
- 『三昧塚古墳 茨城県行方郡玉造町所在』茨城県教育委員会、1960年。
- 『町指定史跡三昧塚古墳保存整備基本計画書』三昧塚古墳環境整備委員会、1994年。